# Cypheme
Cypheme est une entreprise spécialisée en intelligence artificielle. Elle édite une solution capable de détecter les produits contrefaits,,,.

## Histoire
Cypheme est fondé le 12 août 2015 sous le nom Cypheme Inc. puis ultérieurement réincorporé sous le nom Cypheme SAS en France. Cypheme fait partie de l’Afnor/Sécurité&Résilience et est un des contributeurs de ISO/TC 292,.

## Opérations
Cypheme commercialise un programme d'intelligence artificielle capable de détecter et analyser les produits contrefaits en utilisant une caméra de smartphone. Ce programme analyse les matériaux, couleurs, emballage et différentes autres caractéristiques pour détecter les faux,,.